# Do You Wanna Dance?
Do You Wanna Dance? (Do you want to dance) är en låt skriven av, och inspelad med Bobby Freeman 1958.
1965 gavs den ut med The Beach Boys på albumet The Beach Boys Today! och nådde plats #12 på Billboard-listan.
En cover på låten är gjord av bland annat John Lennon. År 1972 spelade Bette Midler in en version av låten. Ramones gjorde sin version på LPn Rocket to Russia 1977.
En svenskspråkig text skrivs av Keith Almgren med titeln "Säg, får jag lov min vän", och låten spelades in i buggversion av det svenska dansbandet Tonix på deras album Bugga loss 1988.

### Fotnoter
1. ↑  ”Tonix”. Arkiverad från originalet den 26 augusti 2010. https://web.archive.org/web/20100826113932/http://www.tonix.se/images/lpcd/15.jpg. Läst 23 maj 2011.
2. ↑  ”Svensk mediedatabas”. http://smdb.kb.se/catalog/id/001482155. Läst 23 maj 2011.